# اصلاحات اقتصادی ۱۹۷۳ اتحاد شوروی

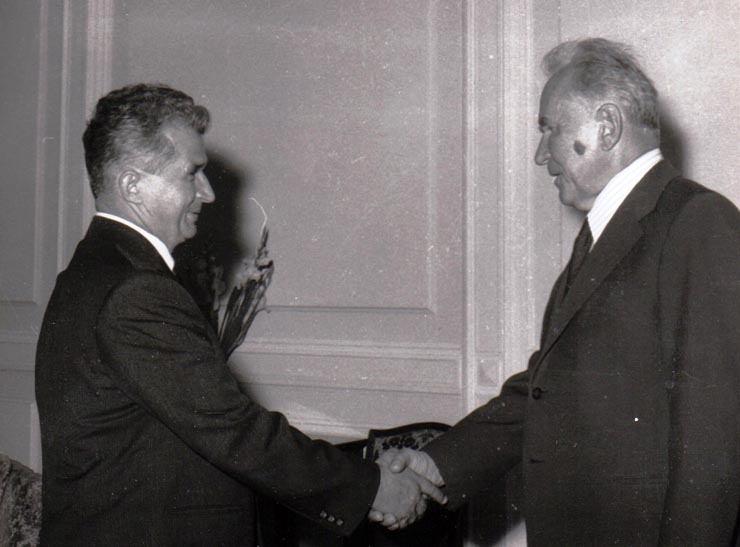
الکسی کوسیگین (راست) در حال دست‌دادن با رهبر کمونیست رومانیایی نیکولای چائوشسکو در ۲۲ اوت ۱۹۷۴. تحت برنامهٔ اصلاحات اقتصادی ۱۹۷۳ اتحاد شوروی

اصلاحات اقتصادی ۱۹۷۳ اتحاد شوروی اصلاحاتی اقتصادی در اتحاد جماهیر شوروی بود که توسط رئیس شورای وزیران آلکسی کاسیگین طرح‌ریزی شد. این برنامه هرگز به صورت کامل به اجرا گذاشته نشد.